# Pandzsáb (India)
Pandzsáb (ਪੰਜਾਬ, angolul: Punjab) északnyugat-indiai állam. Fővárosa Csandígarh, amely azonban közigazgatásilag nem tartozik Pandzsáb államhoz.

## Történelem
1947 nyarán India és Pakisztán Londonban megállapodott arról, hogy Pandzsáb tartományt kettéosztják. Ezekben az időkben itt több konfliktus is kialakult a muzulmánok és a hinduk között. 
1966-ban Pandzsáb önálló indiai állam lett.